# Ibn as-Saí
Taj-ad-Din ibn as-Saí al-Baghdadí (àrab: تاج الدين ابن السَّاعي البغدادي, Tāj ad-Dīn ibn as-Sāʿī al-Baḡdādī) (Bagdad, agost de 1196-abril de 1276) va ser un destacat historiador àrab del segle xiii. Va ser bibliotecari de la madrassa al-Mustansiriyya.

## Nom
El seu nom era Abu-Tàlib Alí ibn Ànjab ibn Uthman ibn Abd-Al·lah (àrab: أبو طالب علي بن أنجب بن عثمان بن عبد الله, Abū Ṭālib ʿAlī b. Anjab b. ʿUṯmān b. ʿAbd Allāh). Segons Al-jawàhir al-mudiyya, el seu sobrenom seria Ibn as-Saatí (àrab: ابن الساعاتي, Ibn as-Saʿātī) i faria referència al seu oncle matern Àhmad ibn Alí ibn Tàghlib, el pare del qual era rellotger (saatí) i fabricava rellotges a la porta de la Mustansiriyya. Altres fonts, però, l'anomenen Ibn as-Saí al-Baghdadí.

## Obra

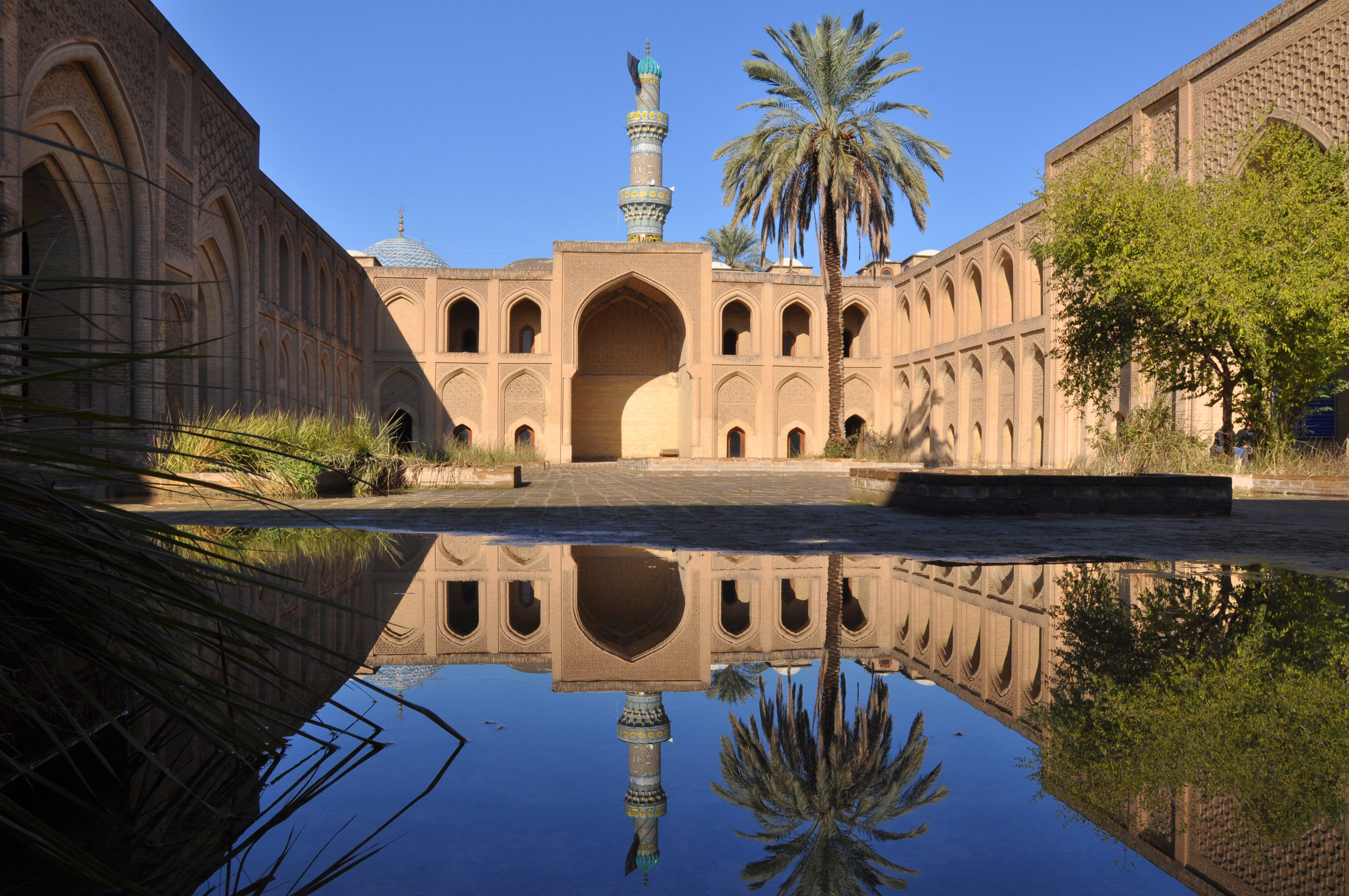
La madrassa al-Mustansiriyya a Bagdad, on Ibn as-Saí treballà de bibliotecari

Entre els seus escrits es poden citar:
- الدر الثمين في أسماء المصنفين, Ad-dar aṯ-ṯamīn fī asmāʾ al-muṣannifīn, ‘La perla preciosa en els noms dels autors’.[3][5]
- الجامع المختصر في عنوان التاريخ وعيون السير, Al-jāmiʿ al-muẖtaṣar fī ʿunwān at-taʾriẖ wa-ʿuyūn as-sīr, ‘La col·lecció resumida dels títols de la història i de les fonts de les biografies’, obra en vint-i-cinc volums, ordenada cronològicament, que cobreix fins a l'any 656 de l'Hègira.[3]
- تاريخ الشعراء, Taʾriẖ ax-xuʿarāʾ, ‘Història dels poetes’.[3]
- أخبار الحلاج, Aẖbār al-Hallāj, ‘Notícies d'al-Hal·laj’.[3]
- أخبار قضاة بغداد, Aẖbār quḍāt Baḡdād, ‘Notícies dels jutges de Bagdad’.[3]
- أخبار الوزراء, Aẖbār al-wuzarāʾ ‘Notícies dels ministres’.[3]
- ذيل تاريخ بغداد, Ḏayl taʾriẖ Baḡdād, ‘Suplement de la història de Bagdad’.[3]
- طبقات الفقهاء, Ṭabaqāt al-fuqahāʾ, ‘Classes de juristes»’.[3]
- غرر المحاضرة, Ḡirar al-muḥādara, ‘Distraccions de la lliçó’.[3]
- أخبار المصنفين, Aẖbār al-muṣannifīn, ‘Notícies dels autors’.[3]
- مناقب الخلفاء العباسيين, Manāqib al-ẖulafāʾ al-ʿabbāsiyyīn, ‘Virtuts dels califes abbàssides’.[3]
- المحب والمحبوب, Al-muḥibb wa-l-maḥbūb, ‘L'amant i l'estimat’.[3]
- نساء الخلفاء المسمى: جهات الأئمة الخلفاء من الحرائر والإماء, Nisāʾ al-ẖulafāʾ al-musammà: jihāt al-aʾimma al-ẖulafāʾ min al-ḥarāʾir wa-l-imāʾ, ‘Les dones dels califes, anomenat: maneres dels imams califes cap a les dones lliures i les esclaves’.[3]
- الزهاد, Az-zuhhād, ‘Els ascetes’.[3]
- الإيضاح عن الأحاديث الصحاح, Al-Īḍāḥ ʿan al-aḥādīṯ aṣ-siḥāḥ, ‘L'aclariment dels hadits fidedignes’.[3]
- إرشاد الطالب إلى معرفة المذاهب, Irxād aṭ-ṭālib ilà maʿrifat al-maḏāhib, ‘Orientació de l'estudiant al coneixement de les escoles jurídiques’.[3]
- شرح المقامات للحريري, Xarḥ al-maqāmāt li-l-Ḥarīrī, ‘Explicació de les maqames d'al-Harirí’.[3]